# Kasteel Weyneshof

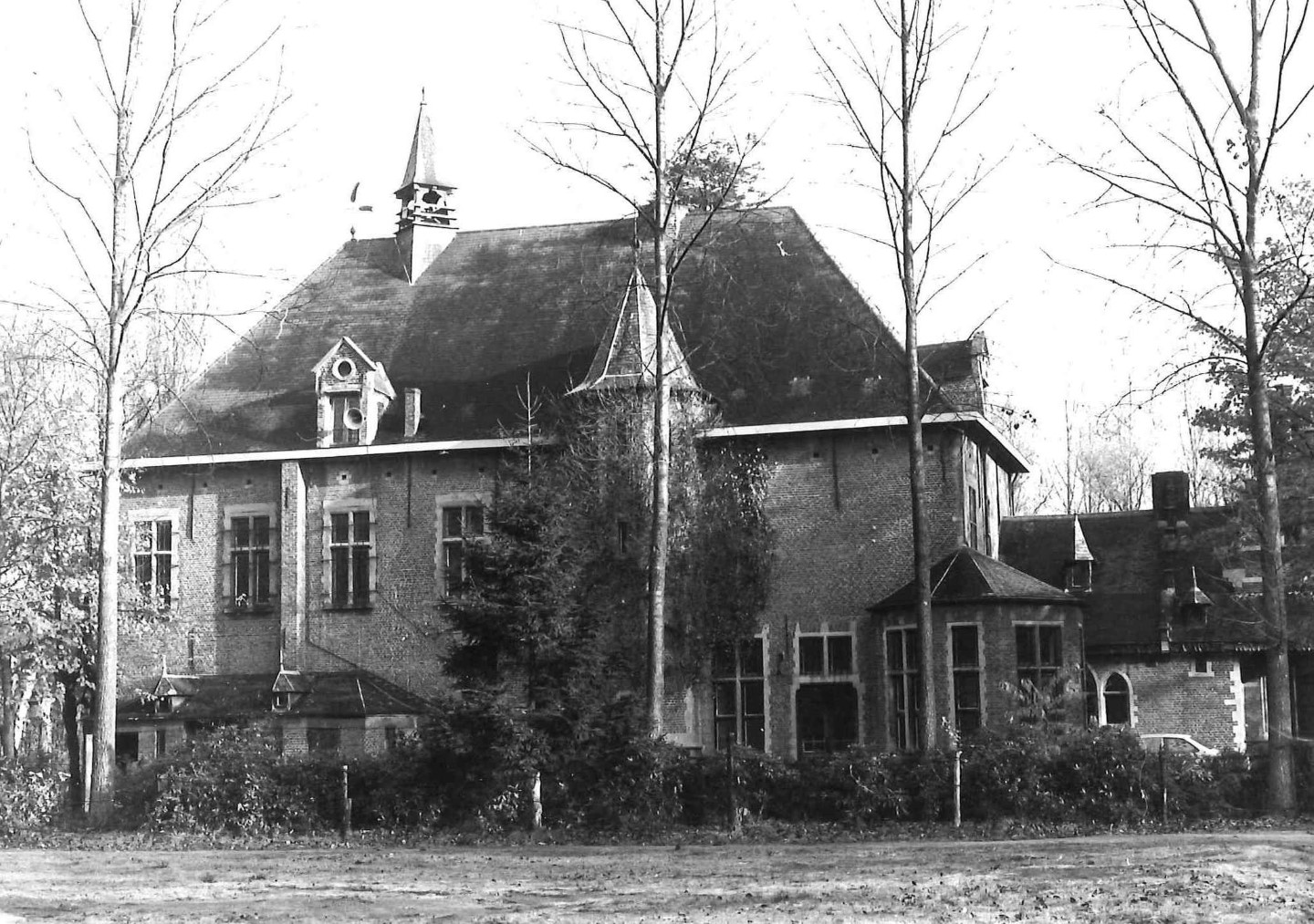
Kasteel Weyneshof

Het Kasteel Weyneshof is een kasteel in de tot de Antwerpse gemeente Bonheiden behorende plaats Rijmenam, gelegen aan de Weynesbaan.

## Geschiedenis
Het kasteel werd in 1658 gebouwd als hof van plaisantie (buitenhuis) in opdracht van Jan-Baptist de Bruxelles, die heer was van Rijmenam. De naam Weyneshof heeft betrekking op de oudst bekende familie die Rijmenam in bezit had, in de 1e helft van de 13e eeuw.
In 1913 werd aan de linkerkant van het kasteel een neogotische aanbouw opgericht.
Nadat het kasteel eeuwenlang door adellijke families was bewoond werd het in 1950 aangekocht door een stichting die ten doel had om er kinderen uit de Mechelse scholen te laten spelen. Als dezen er niet zijn is het domein publiek toegankelijk.

## Gebouw
Het 17e-eeuws kasteel is in baksteen en zandsteen gebouwd. Op het dak bevindt zich een klokkentorentje. De bordestrap is van 1913. In het interieur zijn nog 17e-eeuwse stucplafonds aanwezig. Het veelhoekig traptorentje is in neotraditionele stijl gebouwd, omstreeks 1909.